# Suka Negara
Suka Negara is een bestuurslaag in het regentschap Bengkulu Utara van de provincie Bengkulu, Indonesië. Suka Negara telt 777 inwoners (volkstelling 2010).